# Stefan Voß
Stefan Voß (* 2. Juni 1961 in Hamburg) ist ein deutscher Mathematiker und Ökonom sowie Professor für Wirtschaftsinformatik am Institut für Wirtschaftsinformatik der Universität Hamburg.

## Leben
Stefan Voß absolvierte ein Studium der Mathematik und Volkswirtschaftslehre (VWL) an der Universität Hamburg. Anschließend promovierte und habilitierte er sich an der Technischen Universität Darmstadt. Das Thema seiner Habilitationsschrift lautete Intelligent search.
Von 1995 bis 2002 war Stefan Voß Professor für Wirtschaftsinformatik an der Technischen Universität Braunschweig. Gastprofessuren führten ihn unter anderem nach Graz, Österreich und Valenciennes, Frankreich. Seit 2002 ist Stefan Voß Professor für Wirtschaftsinformatik sowie Lehrstuhlinhaber und Geschäftsführender Direktor am Institut für Wirtschaftsinformatik der Universität Hamburg.

## Forschungsschwerpunkte
Seine Forschungsschwerpunkte liegen auf den Gebieten Informationssysteme, Supply-Chain-Management und Logistik sowie Intelligente Suche. Stefan Voß hat einen internationalen Ruf als Ergebnis von zahlreichen Veröffentlichungen auf diesen Gebieten.
Aktuelle Forschungsprojekte sind Informationssysteme im Transport, Supply-Chain-Management sowie Metaheuristiken und Intelligente Such-Algorithmen in praktischen Anwendungen.
In der Liste Top 250 Forscher Lebenswerk des Handelsblatt-Ranking Betriebswirtschaftslehre rangiert Stefan Voß auf den folgenden Plätzen:
2012: Rang 18
2014: Rang 13
2019: Rang 9
2020: Rang 6
2024: Rang 10
In der Liste Top 100 Forscher aktuell (seit 2008) des Handelsblatt-Ranking Betriebswirtschaftslehre rangiert er auf den folgenden Plätzen:
2012: Rang 35.
2016-2020: Rang 10
Er gehört damit zu den forschungsstärksten Betriebswirten.
Stefan Voß agiert in Beiräten und fungiert als Herausgeber von wissenschaftlichen Zeitschriften.

## Schriften (Auswahl)
- Andreas Fink / Gabriele Schneidereit / Stefan Voß: Grundlagen der Wirtschaftsinformatik. Mit 16 Tabellen, Physica-Verlag, 2. Auflage, Heidelberg 2005, ISBN 3-7908-0189-5
- Stefan Voß / David L. Woodruff: Introduction to computational optimization models for production planning in supply chain. With 24 tables, Springer Verlag, 2. Auflage, Berlin / Heidelberg / New York 2006, ISBN 978-3-540-29878-6 (Sprache: Englisch)
- Stefan Voß (Hrsg.): Logistik-Management. Systeme, Methoden, Integration, Physica-Verlag, Berlin / Heidelberg 2009, ISBN 978-3-7908-2361-5